# Alginit

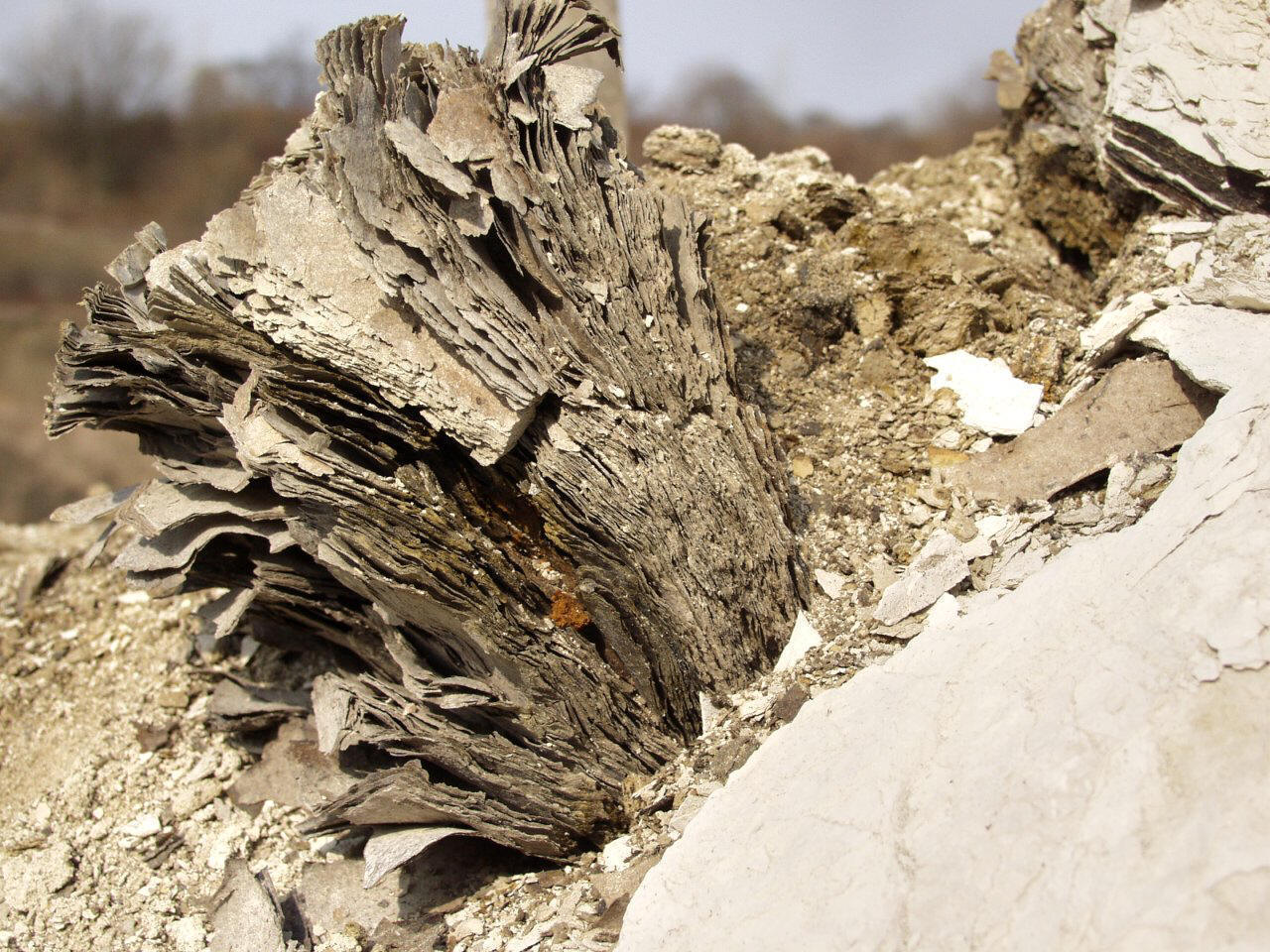
Alginit z Węgier

Alginit – macerał z grupy liptynitu.
- w węglach brunatnych utworzony z alg. Jest owalny, barwa czarna, jaskrawa fluorescencja. Związany jest z nim często bituminit, który powstał z rozkładu alg. Występuje przeważnie w postaci drobnych ziaren.
- w węglach kamiennych – macerał rzadki w węglach humusowych, powszechny w węglach sapropelowych szczególnie w bogheadach. Morfologia owalna, bardzo silna fluorescencja, często razem z nim współwystępuje bituminit, czyli macerał wtórny utworzony z alginitu w czasie uwęglenia. Ma on morfologię nieregularną, może mieć zmienną fluorescencję. W skałach niewęglanowych (np. w wapieniach) fluorescencja może być od jaskrawożółtej do pomarańczowej.